# B. J. Johnson
Robert "B. J." Johnson Jr. (Filadelfia, Pensilvania, 21 de diciembre de 1995) es un baloncestista estadounidense que pertenece a la plantilla del Lokomotiv Kuban de la VTB League. Con 2,01 metros de estatura, juega en la posición de escolta.

## Trayectoria deportiva

### Universidad
Jugó dos temporadas con los Orange de la Universidad de Syracuse, en las que promedió 3,4 puntos y 2,5 rebotes por partido. Tras su segunda temporada, decidió ser transferido a los Explorers de la Universidad de La Salle, donde tras cumplir el requerido año en blanco que impone la NCAA, disputó dos temporadas más, en las que promedió 19,1 puntos y 7,3 rebotes por partido. En su último año fue incluido en el segundo mejor quinteto de la Atlantic 10 Conference.

#### Estadísticas
| Año     | Equipo               | PJ                   | PT                   | MPP                  | %TC                  | %3P                  | %TL                  | RPP                  | APP                  | ROB                  | TPP                  | PPP                  |
| ------- | -------------------- | -------------------- | -------------------- | -------------------- | -------------------- | -------------------- | -------------------- | -------------------- | -------------------- | -------------------- | -------------------- | -------------------- |
| 2013–14 | Syracuse             | 10                   | 0                    | 5.5                  | .250                 | .125                 | -                    | .9                   | .2                   | .1                   | .3                   | 1.4                  |
| 2014–15 | Syracuse             | 25                   | 4                    | 14.6                 | .307                 | .262                 | .720                 | 3.2                  | .5                   | .6                   | .2                   | 4.2                  |
| 2015–16 | No jugó - Traspasado | No jugó - Traspasado | No jugó - Traspasado | No jugó - Traspasado | No jugó - Traspasado | No jugó - Traspasado | No jugó - Traspasado | No jugó - Traspasado | No jugó - Traspasado | No jugó - Traspasado | No jugó - Traspasado | No jugó - Traspasado |
| 2016–17 | La Salle             | 29                   | 28                   | 32.6                 | .449                 | .362                 | .838                 | 6.3                  | 1.0                  | 1.1                  | .5                   | 17.6                 |
| 2017–18 | La Salle             | 27                   | 27                   | 35.2                 | .446                 | .359                 | .869                 | 8.3                  | .7                   | 1.3                  | .7                   | 20.8                 |
| Total   | Total                | 91                   | 59                   | 25.5                 | .426                 | .335                 | .843                 | 5.5                  | .7                   | .9                   | 0.5                  | 13.1                 |

### Profesional

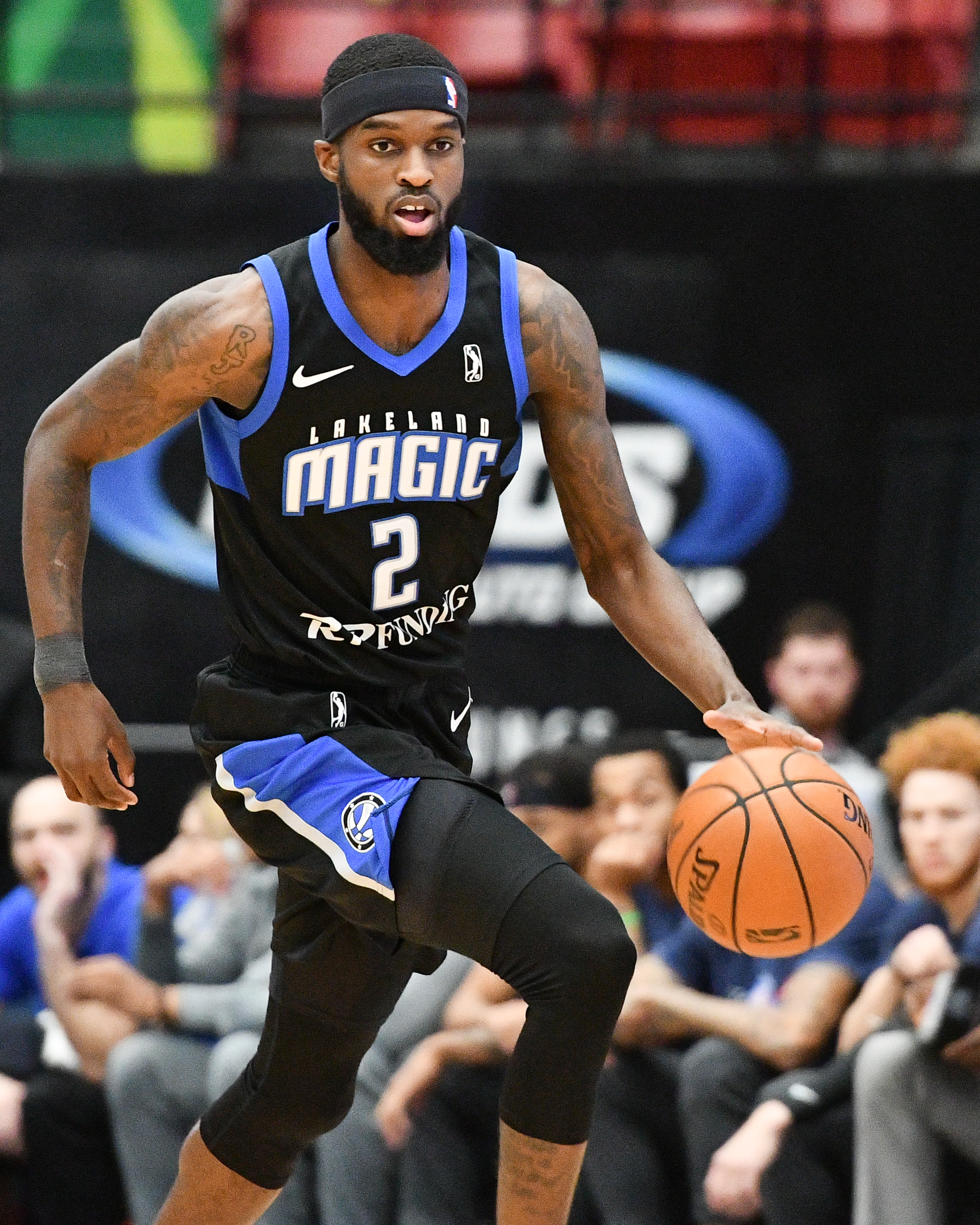
B. J. Johnson con los Lakeland Magic en 2019.

Tras no ser elegido en el Draft de la NBA de 2018, en el mes de septiembre firmó contrato con los Orlando Magic, pero fue despedido al mes siguiente y recolocado en su filial de la G League, los Lakeland Magic. Ahí disputó 38 partidos, 31 de ellos como titular, en los que promedió 14,9 puntos y 5,0 rebotes.
El 1 de marzo de 2019 firmó un contrato por diez días con los Atlanta Hawks de la NBA. Al término del mismo regresó a los Magic, hasta que el 2 de abril firmó un nuevo contrato de diez días, en esta ocasión con Sacramento Kings.
El 4 de noviembre de 2019, firmó un contrato de "dos vías" con Orlando Magic para poder jugar también con su filial de la G League los Lakeland Magic.
Después de un año en Orlando, el 25 de noviembre de 2020, pudo firmar con Phoenix Suns pero, al no llegar a un acuerdo, el 4 de diciembre firma con Miami Heat. Finalmente el 19 de diciembre, es cortao por los Heat. Ya en 2021, fue incorporado a la plantilla de los Long Island Nets de la G League, haciendo su debut con el equipo el 10 de febrero.
Comienza la temporada 2020-21 en las filas de Long Island Nets de la NBA G League, en la que promedia 18.4 puntos y 5.6 rebotes por partido.
El 19 de abril de 2021, firma por los Brisbane Bullets de la National Basketball League (Australia).
El 15 de octubre de 2021, firma de nuevo con Orlando Magic, siendo cortado al día siguiente, pero asignado poco después a los Lakeland Magic.
El 4 de abril de 2022, se incorpora a las filas del Real Betis Baloncesto de la Liga Endesa.
El 31 de agosto de 2023, el Parma Basket de la VTB League anuncia el fichaje de B.J. para la temporada 23-24.
El 13 de junio de 2024 fichó por el Lokomotiv Kuban, también de la VTB League.

## Estadísticas de su carrera en la NBA

### Temporada regular
| Año     | Equipo     | PJ | PT | MPP  | %TC  | %3P  | %TL   | RPP | APP | ROB | TPP | PPP |
| ------- | ---------- | -- | -- | ---- | ---- | ---- | ----- | --- | --- | --- | --- | --- |
| 2018-19 | Atlanta    | 6  | 0  | 7.2  | .500 | .500 | 1.000 | 1.3 | .0  | .3  | .0  | 3.5 |
| 2018-19 | Sacramento | 1  | 0  | 6.0  | .500 | .000 | —     | .0  | .0  | .0  | .0  | 2.0 |
| 2019-20 | Orlando    | 10 | 0  | 8.3  | .281 | .333 | .900  | 1.5 | .3  | .3  | .0  | 3.0 |
| 2021-22 | Orlando    | 4  | 0  | 16.3 | .440 | .400 | —     | 3.8 | .0  | .0  | .3  | 6.5 |
| Total   | Total      | 21 | 0  | 9.4  | .387 | .385 | .917  | 1.8 | .1  | .2  | .0  | 3.8 |